# 雅瓜拉苏
雅瓜拉苏是巴西米纳斯吉拉斯州的一个市镇。总面积161.964平方公里，总人口2782人，人口密度17.2人/平方公里。